# ユークリッド空間

三次元ユークリッド空間の各点は三つの成分の座標で決定される。

ユークリッド空間（ユークリッドくうかん、英: Euclidean space）とは、数学における概念の1つで、エウクレイデス（ユークリッド）が研究したような幾何学（ユークリッド幾何学）の場となる平面や空間、およびその高次元への一般化である。エウクレイデスが研究した平面や空間はそれぞれ、2次元ユークリッド空間、3次元ユークリッド空間に当たり、これらは通常、ユークリッド平面、ユークリッド空間などとも呼ばれる。「ユークリッド的」という修飾辞は、これらの空間が非ユークリッド幾何やアインシュタインの相対性理論に出てくるような曲がった空間ではないことを示唆している。
古典的なギリシャ数学では、ユークリッド平面や（三次元）ユークリッド空間は所定の公準によって定義され、そこからほかの性質が定理として演繹されるものであった。現代数学では、デカルト座標と解析幾何学の考え方にしたがってユークリッド空間を定義するほうが普通である。そうすれば、幾何学の問題に代数学や解析学の道具を持ち込んで調べることができるようになるし、三次元以上のユークリッド空間への一般化も容易になるといった利点が生まれる。
現代的な観点では、ユークリッド空間は各次元に本質的に一つだけ存在すると考えられる。たとえば一次元なら実数直線、二次元ならデカルト平面、より高次の場合は実数の組を座標にもつ実座標空間である。つまり、ユークリッド空間の「点」は実数からなる組であり、二点間の距離は二点間の距離の公式に従うものとして定まる。n-次元ユークリッド空間は、（標準的なモデルを与えるものという意味で）しばしば Rn とかかれるが、（余分な構造を想起させない）ユークリッド空間固有の性質を備えたものということを強調する意味で En と書かれることもある。ふつう、ユークリッド空間といえば有限次元であるものをいう。

## 直観的な説明
ユークリッド平面を考える一つの方法は、（距離や角度といったような言葉で表される）ある種の関係を満足する点集合と見なすことである。例えば、平面上には二種類の基本操作が存在する。一つは平行移動で、これは平面上の各点が同じ方向へ同じ距離だけ動くという平面のずらし操作である。いま一つは平面上の決まった点に関する回転で、これは平面上の各点が決められた点のまわりに一貫して同じ角度だけ曲がるという操作である。ユークリッド幾何学の基本的教義の一つとして、二つの図形（つまり点集合の部分集合）が等価なもの（合同）であるとは、平行移動と回転および鏡映の有限個の組合せ（ユークリッドの運動群）で一方を他方に写すことができることをいう。
これらのことを数学的にきちんと述べるには、距離や角度、平行移動や回転といった概念をきちんと定義せねばならない。標準的な方法は、ユークリッド平面を内積を備えた二次元実ベクトル空間として定義することである。そうして
- ユークリッド平面の点は、二次元の座標ベクトルに対応する。
- 平面上の平行移動は、ベクトルの加法に対応する。
- 回転を定義する角度や距離は、内積から導かれる。

といったようなことを考えるのである。こうやってユークリッド平面が記述されてしまえば、これらの概念を勝手な次元へ拡張することは実に簡単である。次元が上がっても大部分の語彙や公式は難しくなったりはしない（ただし、高次元の回転についてはやや注意が必要である。また高次元空間の可視化は、熟達した数学者でさえ難しい）。
最後に気を付けるべき点は、ユークリッド空間は技術的にはベクトル空間ではなくて、（ベクトル空間が作用する）アフィン空間と考えなければいけないことである。直観的には、この差異はユークリッド空間には原点の位置を標準的に決めることはできない（平行移動でどこへでも動かせるため）ことをいうものである。大抵の場合においては、この差異を無視してもそれほど問題を生じることはないであろう。

## 厳密な定義
非負整数 n に対して n-次元ユークリッド空間 En とは、空でない集合 S と n-次元実内積空間 V の組 (S, V) で、次をみたすものをいう：
1. 各 P, Q ∈ S に対して、V のベクトル {\displaystyle {\overrightarrow {PQ}}} が一つ定まっている。
2. 任意の P, Q, R ∈ S に対して、{\displaystyle {\overrightarrow {PQ}}+{\overrightarrow {QR}}={\overrightarrow {PR}}} 。
3. 任意の P ∈ S と任意の v ∈ V に対して、ただ一つ Q ∈ S が存在して、 {\displaystyle v={\overrightarrow {PQ}}} 。

ある非負整数 n に対する n-次元ユークリッド空間であるものを単にユークリッド空間と呼ぶ。
数空間 Rn の各点 x, y に対して {\displaystyle {\overrightarrow {xy}}:=y-x} と定義すれば、Rn と（標準内積を持った内積空間としての）Rn の組 (Rn, Rn) はユークリッド空間の一つの例であり、これを n-次元の標準的ユークリッド空間と呼ぶ（記号の濫用で、これをやはり単に Rn で表す）。 
(S, V) を n-次元ユークリッド空間とするとき、S の点 O と V の順序付けられた基底 B ≔ (e1, e2, …, en) の組 (O; B) を (S, V) の座標系と呼び、点 O を座標系の原点と呼ぶ。特に (e1, e2, …, en)  が V の正規直交基底であるような座標系を直交座標系と呼ぶ。(S, V) の座標系 (O; B) が一つ固定されると、任意の P ∈ S に対して、ただ一つの x = (x1, x2, …, xn) ∈ Rn が存在して、
{\displaystyle {\overrightarrow {OP}}=x_{1}\cdot \mathbf {e} _{1}+\cdots +x_{n}\cdot \mathbf {e} _{n}}
が成り立つ。そこで、この x ∈ Rn を座標系 (O; B) における P の座標と呼ぶ。
いったん直交座標系が固定されると、n-次元ユークリッド空間 (S, V) は n-次元の標準的ユークリッド空間 (Rn, Rn) と同一視することができるので、ユークリッド空間といったら標準的ユークリッド空間のことを指す場合も多い。
なお、n-次元ユークリッド空間の定義において、「実内積空間」を「実ベクトル空間」に置き換えて得られる空間を n-次元アフィン空間と呼ぶ。ユークリッド空間は計量（内積）をもった特別なアフィン空間であるということができる。計量をもたないアフィン空間においては、二点間の距離や線分のなす角などは定義されないが、ユークリッド空間においてはこれらの概念を以下に述べる仕方で定義することができる。

## ユークリッド空間の計量
(S, V) を n次元ユークリッド空間とする。二変数の函数 d: S × S → R を
{\displaystyle d(P,Q):=\|{\overrightarrow {PQ}}\|={\sqrt {\langle {\overrightarrow {PQ}},{\overrightarrow {PQ}}\rangle }}}
によって定義すればこの d は距離関数の条件を満たし、d(P, Q) を P と Q の間の距離と呼ぶ。したがって (S, d) は距離空間である。場合によっては、この距離空間と同相な位相空間もユークリッド空間と呼び、En などで表すこともある。(O; B) が直交座標系である場合、この座標系における S の点 P および Q の座標をそれぞれ x = (x1, x2, …, xn) および y = (y1, y2, …, yn) とすれば、P と Q との距離は
{\displaystyle d(P,Q)={\sqrt {\textstyle \sum \limits _{i=1}^{n}(y_{i}-x_{i})^{2}}}}
と表すことができる。
(S, V) をユークリッド空間とする。S の異なる2点 P, Q に対して、S の部分集合
{\displaystyle \{R\in S\mid {}^{\exists }t\in [0,1]({\overrightarrow {PR}}=t\cdot {\overrightarrow {PQ}})\}}
を P と Q を端点とする線分、あるいは線分 PQ などと呼ぶ。線分 PQ の長さ（あるいは大きさ）とは距離 d(P, Q) のことをいう。
また、シュワルツの不等式より、S の異なる3点 P, Q, R に対して、
{\displaystyle \cos \theta ={\frac {\langle {\overrightarrow {PQ}},{\overrightarrow {PR}}\rangle }{\|{\overrightarrow {PQ}}\|\cdot \|{\overrightarrow {PR}}\|}}}
を満たす θ ∈ [0, π] がただ一つ存在するので、これを線分 PQ と線分 PR のなす角 ∠QPR と言う。
以上のように定義された直線、平面、線分、角度などの概念を用いることによって、ユークリッド空間の中でユークリッド幾何学を展開することができる。

## 部分空間
(S, V) を n-次元ユークリッド空間とする。S の部分集合 T が、S のある点 P と V のある r-次元部分空間 W を用いて（r ≤ n）、
{\displaystyle T=\{Q\in S\mid {\overrightarrow {PQ}}\in W\}}
と表されるとき、T は (S, V) の r-次元部分空間であるという。特に、1次元部分空間を直線（アフィン部分直線）、2次元部分空間を平面（アフィン部分平面）と呼ぶ。(S, V) の部分空間 T に対して、上のような P ∈ S は一つには決まらないが、W は一意的に定まる。そこで、この W を T に付随する内積空間と呼ぶ。

## ユークリッド空間の点集合論
- 平行移動、鏡映、回転などの (free) motions 、アフィン変換、射影変換などで安定な点集合論 → エルランゲン計画
- En, Rn, 平行移動群 Tn との同相性など
- 距離空間の位相, 完備性, 局所コンパクト性etc
- 曲率や（二次形式orリーマン）計量など
- ホモロジーやホモトピーなど

### 位相構造
ユークリッド空間は距離空間であるから、距離から誘導される自然な位相を持った位相空間でもある。En 上の距離位相は、ユークリッド位相あるいは通常の位相と呼ばれる。すなわち、ユークリッド空間の部分集合が開集合であるための必要十分条件は、その部分集合に属する各点に対して、それを中心とする適当な大きさの開球体をその部分集合が必ず含むことである。ユークリッド位相は、Rn を（標準位相を備えた）実数直線 R の n 個のコピーの直積と見たときの直積位相と同値であることが確かめられる。
ユークリッド空間の位相的性質について、「En の部分集合は、それがある開集合に同相となるものならばそれ自身が開集合である」というブラウウェルの領域の不変性定理が知られている。またその帰結として、n ≠ m ならば En と Em は互いに同相でないことが示せる。これは明白な事実のようであるが、それでいて証明するとなるとそれは容易ではない。

### 微分構造・異種空間
n 次元ユークリッド空間は n 次元位相多様体の原型的な例であり、可微分多様体の例ともなっている。n ≠ 4 ならば n 次元ユークリッド空間に同相な位相多様体は、可微分構造まで込めて同相（微分同相）である。しかし n = 4 のときはそうならないという驚くべき事実が、1982年にサイモン・ドナルドソンによって証明された。この反例となる（すなわち 4 次元ユークリッド空間と同相だが微分同相でない）多様体は異種4次元空間 (exotic 4-spaces) と呼ばれる。

## 一般化
現代数学において、ユークリッド空間はほかのより複雑な幾何学的対象の原型を成している。例えば、可微分多様体は局所的にユークリッド空間に微分同相であるようなハウスドルフ位相空間である。微分同相写像は距離や角度といったものは考慮しないので、ユークリッド幾何学で重要な役割であったこれらの概念を可分多様体の上で考えることは一般にはできない。それでも、多様体の接空間上に滑らかに変化する内積を入れることはできて、そのようなものをリーマン多様体と呼ぶ。表現を変えれば、リーマン多様体はユークリッド空間を変形し、貼り合わせて構成される空間である。そのような空間では距離や角度の概念を取り扱うことができるが、その振る舞いは曲率を伴う非ユークリッド的なものとなる。最も単純なリーマン多様体は、一定の内積を備えた Rn で、これは本質的に n-次元ユークリッド空間そのものと同一視される。
内積が負の値をとりうるものとして得られるユークリッド空間の類似物は擬ユークリッド空間と呼ばれ、そのような空間から構成した滑らかな多様体は擬リーマン多様体と呼ばれる。これらの空間の最もよく知られた応用はおそらく相対論で、そこでは質料を持たない空でない時空はミンコフスキー空間と呼ばれる平坦擬ユークリッド空間によって表される。また、質料を持つ時空は擬ユークリッドでない擬リーマン多様体を成し、重力はその多様体の曲率に対応する。
相対論の主題としての我々の宇宙はユークリッド的でない。これは天文学と宇宙論の理論的考察において重要であり、また全地球測位システムや航空管制などの実務的な問題でも重要になる。それでも、宇宙のユークリッド的なモデルは、多くの実用上の問題において十分な正確さを持って解決するために利用することができる。
- R をピタゴラス的な順序体に取り替えても類似の距離が定義できて、運動群などの構造が乗る。